# Inocybe dulcamaroides
Inocybe dulcamaroides är en svampart som tillhör divisionen basidiesvampar, och som beskrevs av Robert Kühner. Inocybe dulcamaroides ingår i släktet Inocybe, och familjen Crepidotaceae. Arten är reproducerande i Sverige.